# Chris Ferguson (Theologe)

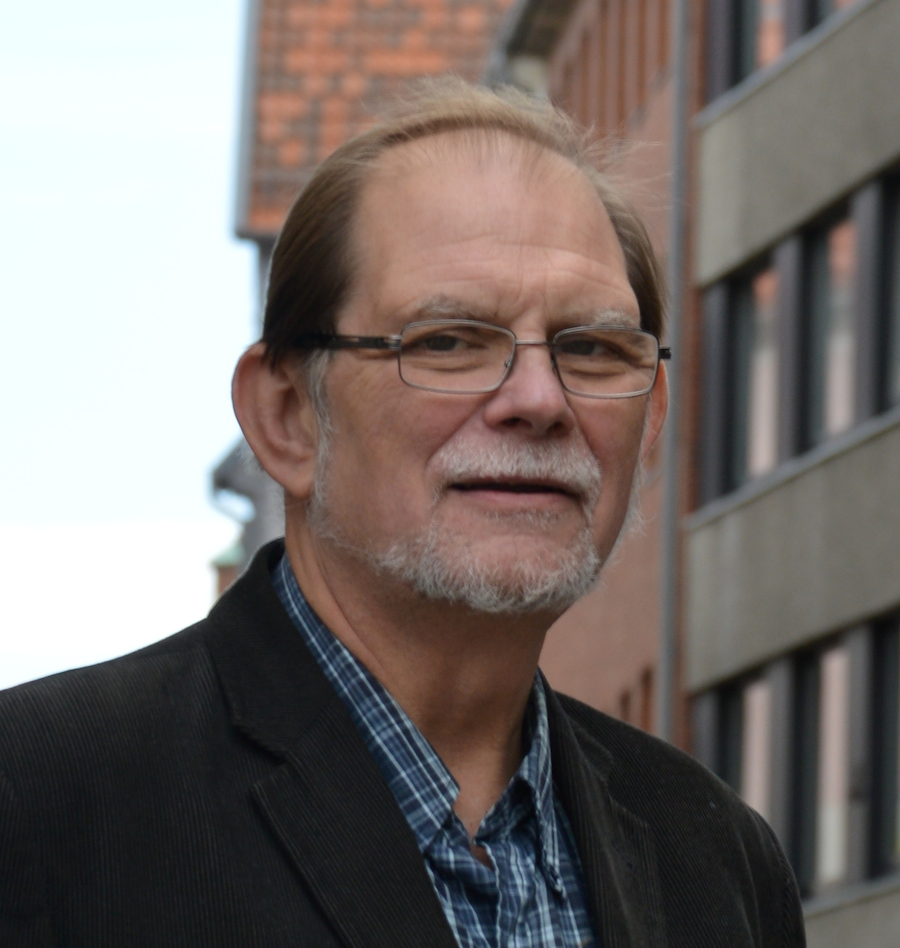
Chris Ferguson 2014

Chris Ferguson (* Mai 1953) ist ein kanadischer evangelischer Theologe. Seit 2014 ist er Generalsekretär der Weltgemeinschaft Reformierter Kirchen (WGRK) mit Sitz in Hannover.

## Leben
Ferguson erhielt seine theologische Ausbildung an der Vancouver School of Theology und an der Universität Montreal. Nach seiner Ordination in der United Church of Canada arbeitete er als Pfarrer und Collegelehrer in Québec und British Columbia und anschließend für sieben Jahre als Studentenpfarrer an der McGill University in Montreal, wo er nebenamtlich auch als adjunct professor am United Theological College lehrte. Von 1987 bis 1991 arbeitete er im Auftrag seiner Kirche am Departamento Ecuménico de Investigaciones (DEI) und als Professor an der Universidad Biblica Latinoamericana (UBL) in San José, Costa Rica. Zurückgekehrt nach Kanada, arbeitete er zuerst als Referent für Lateinamerika und die Karibik in der Außenabteilung seiner Kirche, die er ab 1999 dann als Generalsekretär leitete. 2002 wechselte er auf die Stelle des Beauftragten für Gerechtigkeit und Ökumene. 2004 wurde er Vertreter des Ökumenischen Rats der Kirchen in Jerusalem und baute unter anderem das Jerusalem Inter-Church Centre auf. Von 2006 bis 2010 wirkte er als Vertreter des Ökumenischen Rats der Kirchen bei der UNO. Anschließend entsandte seine Kirche ihn nach Kolumbien, wo er ein Monitoring-Programm für Gewaltopfer koordinierte.
Ferguson wurde im Mai 2014 zum Generalsekretär der Weltgemeinschaft Reformierter Kirchen gewählt. Er trat seine Stelle am 1. August an und ist seit dem Ausscheiden des Vorgängers Setri Nyomi am 30. August alleiniger Geschäftsführer der WGRK.

## Positionen
Ferguson sieht sich als „Missionsaktivist einerseits und Einheitstheologe andererseits“. Besonders geprägt sei er durch „die Verbindung von sozialer Gerechtigkeit und missionarischer Arbeit“.
In seiner Zeit in Jerusalem war Ferguson an der Erarbeitung des Kairos-Palästina-Dokuments beteiligt.

## Ehrungen
Ferguson wurde 2017 von der Vancouver School of Theology mit der Ehrendoktorwürde ausgezeichnet.